# Les nits roges de Harlem
Les nits roges de Harlem (títol original en anglès: Shaft) és una pel·lícula estatunidenca de 1971 dirigida per Gordon Parks i produïda per Metro-Goldwyn-Mayer. És considerada com una de les fites més representatives del gènere anomenat blaxploitation. Ha estat doblada al català.

## Argument[calcitació]
Es tracta d'una pel·lícula d'acció amb elements del cinema negre. Shaft explica la història d'un detectiu privat negre, John Shaft, que rep la visita d'un polícia que li demana informació sobre un mafiós de Harlem anomenat Bumpy. Després, serà el mafiós qui demana ajuda al detectiu per rescatar la seva filla que ha estat segrestada per una banda rival. Shaft i un vell amic decideixen investigar-ho i s'infiltren en el món de l'hampa per trobar la noia, recorrent Harlem i els barris de la màfia italiana per trobar-la, ja que pot testificar contra el fill d'un important empresari blanc, acusat d'haver matat un home negre. La història va ser adaptada per Ernest Tidyman i John D. F. Black a partir de la novel·la homònima publicada pel mateix Tidyman el 1971.
La banda sonora Shaft, composta per Isaac Hayes va assolir com la pel·lícula un gran èxit, aconseguint el seu hit "Theme from Shaft" l'Oscar a la millor cançó original.

## Repartiment
- Richard Roundtree: John Shaft
- Moses Gunn: Bumpy Jonas
- Charles Cioffi: Vic Androzzi
- Christopher St. John: Ben Buford
- Gwenn Mitchell: Ellie Moore
- Lawrence Pressman: Sergent Tom Hannon
- Antonio Fargas: Bunky
- Gertrude Jeannette: la vella
- Ed Bernard: Poerco
- Gordon Parks: el propietari de l'apartament (no surt als crèdits)

## Seqüeles i noves versions[calcitació]
Es van dur a terme dues seqüeles, Shaft's Big Score el 1972 i Shaft in Africa el 1973. Posteriorment es va dur a terme una sèrie de televisió durant la temporada 1973-1974 a la cadena CBS. El 2000 es va realitzar una nova versió, Shaft. The Return, amb Samuel L. Jackson al paper principal.

## Premis i nominacions[calcitació]

### Premis
- 1972. Oscar a la millor cançó original per Isaac Hayes amb "Theme from Shaft"
- 1972. Globus d'Or a la millor banda sonora per Isaac Hayes
- 1972. Grammy a la millor banda sonora escrita per pel·lícula per Isaac Hayes

### Nominacions
- 1972. Oscar a la millor banda sonora per Isaac Hayes[3]
- 1972. BAFTA a la millor música per Isaac Hayes
- 1972. Globus d'Or a la millor cançó original per Isaac Hayes amb "Theme from Shaft"
- 1972. Globus d'Or a la millor nova promesa masculina per Richard Roundtree